# 蒙特内洛多莫
蒙特内洛多莫是意大利阿布鲁佐大区基耶蒂省的一个镇。总面积29平方公里，人口801人，人口密度27.6人/平方公里（2009年）。ISTAT代码为069054。